# Optometrie

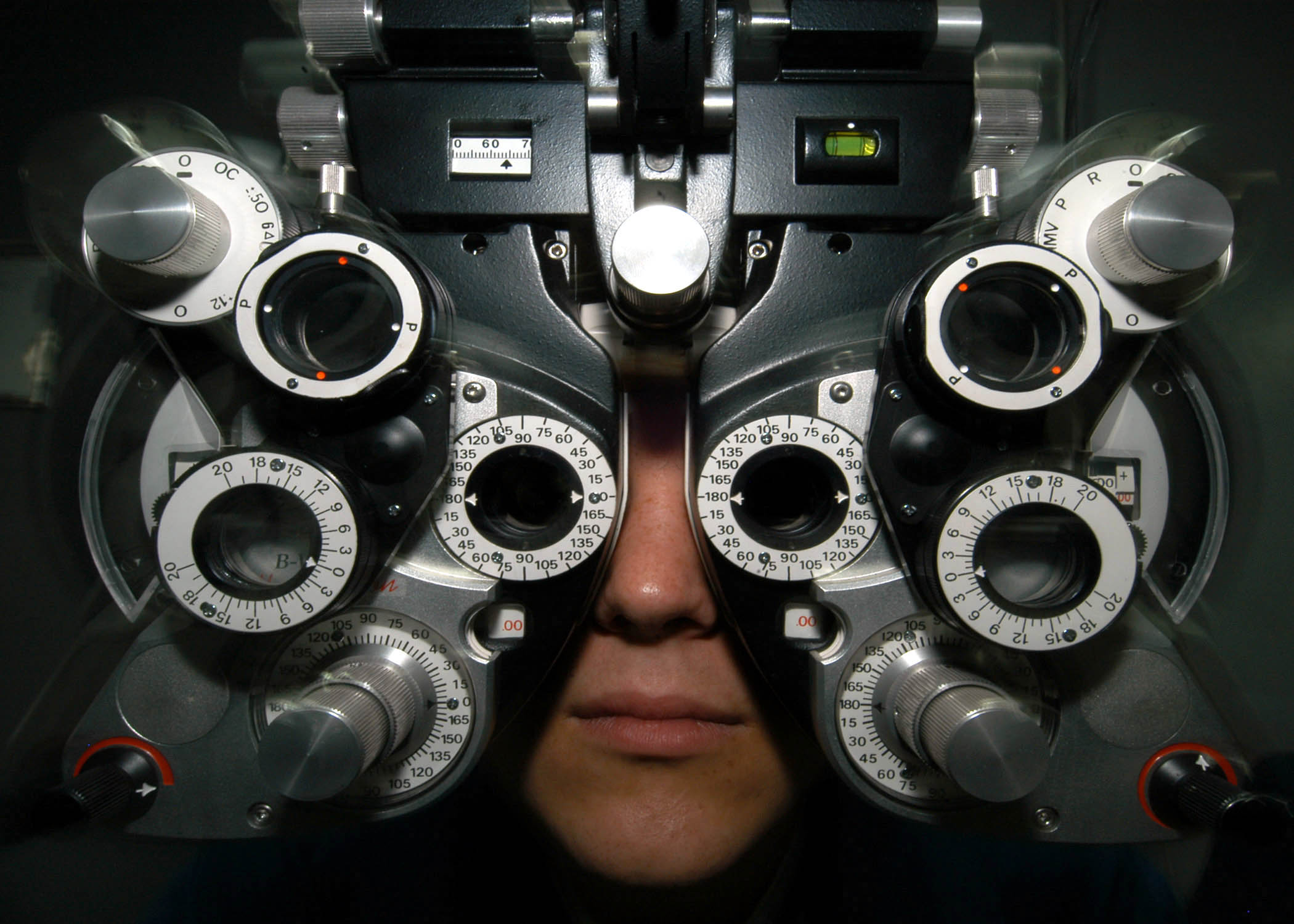
Foropter používaný k vyšetření refrakce lidského oka

Optometrie představuje nelékařský zdravotnický obor, který se zaměřuje na péči o lidské oko a jeho funkcionalitu. Profesionál pracující v oboru optometrie je označován jako optometrista. Stejně jako v případě mnoha dalších profesí, i pravomoci optometristů se mohou lišit v jednotlivých zemích. Nicméně hlavním úkolem optometristů je provádění vyšetření zrakových funkcí, určování vhodné dioptrické korekce a případně aplikace kontaktních čoček. Optometrista je rovněž schopen poskytnout odborné poradenství při výběru optimálních korekčních pomůcek a zhodnotit celkový stav zrakových funkcí. Je však důležité zdůraznit, že optometrista není oprávněn diagnostikovat ani léčit oční choroby. Optometrie a ortoptika společně tvoří základní péči o zrak, která je důležitým předstupněm k následné lékařské péči v oftalmologii.
Lidské oko můžeme chápat jako vstupní bránu do lidského nitra. Jinými slovy, oko funguje jako periferie mozku, která registruje světlo a předává informace do mozku k analýze. Je fascinující, jak jsou propojeny psychika, fyziologie a zrak. Zrakové problémy často signalizují další zdravotní potíže a mohou výrazně ovlivnit psychiku i celkový život člověka. Proto je důležité si uvědomovat význam zraku pro náš život.
Pečlivý přístup k péči o zrak a pravidelné vyšetření zrakových funkcí přispívají k celkovému zdraví a kvalitě života. Zrakové vnímání je klíčové pro interakci s okolním světem, a proto optometristé často berou svou práci jako poslání, které pomáhá lidem žít plnohodnotněji.

## Etymologie
Slovo “optometrie” má svůj původ v řečtině. Skládá se z termínů ὄψις (opsis - což znamená pohled) a μέτρον (metron - což je měřit nebo vládnout). Tento termín se začal více užívat koncem osmnáctého století, kdy byl používán k označení měření zraku pomocí zařízení nazvaného optometr. Kořen slova “opto” je zkrácená forma odvozená od řeckého “ophthalmos”, což znamená oko. V anglickém jazyce je zajímavé, že frázi „I see“ lze vykládat také jako “rozumím”, což má svůj smysl. Když něčemu porozumíme, často je potřeba také vidět onu věc, abychom  ji lépe pochopili a vytvořili si o ní úplnější představu.

## Historie
Optometrie je úzce spjata s rozvojem lékařských disciplín a vědeckých oborů zaměřených na zrakový systém, optiku, optické přístroje a další techniky související s péčí o zrak. I když se často tvrdí, že optometrie je relativně nový obor, historický přehled ukazuje, že tomu tak není.
- 11. století - Alhazen (965 - 1040), také známý jako Ibn al-Haytham, byl arabský vědec, který významně přispěl k poznání optiky. Jeho práce "Knihy o optice" (Kitab al-Manazir) byly jedním z prvních důkladných studií optiky a zraku. V této práci Alhazen zkoumal zákonitosti lomu světla a vysvětloval, jak se světlo šíří a lomí v různých prostředích. Mezi jeho další významné příspěvky patří zkoumání optických klamů a vysvětlení fungování lidského oka. Jeho práce byla později důležitým zdrojem inspirace pro další vědce a optiky v průběhu historie.
- 1263 - Roger Bacon, anglický filozof, vědec a františkánský mnich. Jeho práce a experimenty přispěly k rozvoji poznatků o optice a zraku, což mělo vliv na pozdější rozvoj optometrie jako vědecké disciplíny. Již na konci třináctého století zmínil, že čočky pomáhají lidem se zrakovými obtížemi.
- 1286 - Neexistuje jednoznačný vynálezce brýlí ani přesné datum, kdy byly první brýle vytvořeny. Existuje několik možných teorií o jejich původu. Jedna z teorií tvrdí, že první brýle byly vynalezeny v Itálii kolem roku 1280, možná v benediktinském klášteře u Pisy. Další teorie hovoří o tom, že brýle byly vynalezeny v Číně někdy v 12. století. Bez ohledu na konkrétní původ, brýle se rychle rozšířily po celém světě a staly se důležitým nástrojem pro korekci refrakčních vad oka.
- 1604 - Johannes Kepler popisuje funkci sítnice a ukazuje, že konkávní čočky korigují krátkozrakost a konvexní čočky dalekozrakost
- 1621 - Willebrord Snell objevuje zákon lomu
- 1623 - Daza de Valdes ve Španělsku publikuje první knihu o optometrických principech "Použití brýlí" (The Use of Eyeglasses)
- 1629 - král Karel I. uděluje v Londýně královskou listinu ctihodnému společenství výrobců brýlí (Worshipful Company of Spectacle Makers)
- 1783 - John McAllister, Sr otvírá ve Philladelphii první americký obchod s optometrickým servisem, rodinná firma John McAllister & Son vyráběla zlaté a stříbrné brýle od roku 1816 do začátku dvacátého století
- 1784 - Benjamin Franklin představuje rozdělené bifokální čočky
- 1798 - John Dalton popisuje barvoslepost
- 1801 - Thomas Young objevuje astigmatismus, první cylindrické čočky byly vyrobeny v roce 1821
- 1843 - vynález zkušební sady čoček usnadnil stanovení brýlových předpisů bez zkoušení několika brýlí
- 1847 - James Prentice, anglicky optik, přijíždí do USA a jeho syn Charles F. Prentice se stane "otcem americké optometrie."
- 1851 - poprvé je vidět dovnitř oka pomocí vynálezu oftalmoskopu Hermanna von Helmholtze
- 1856 - Hermann von Helmholtz sepisuje monumentální třísvazkové pojednání "Příručka fyziologické optiky" (Handbook of Physiological Optics), dílo bylo z němčiny do angličtiny přeloženo roku 1924 a editováno Jamesem P.C. Southallem
- 1862 - Hermann Snellen vymýšlí zkušební optotyp pro měření zrakové ostrosti
- 1864 - F. C. Donders vydává knihu "Odchylky při akomodaci a refrakci oka" (Anomalies of Accommodation and Refraction of the Eye) a stanovuje normy a zásady u korekčních předpisů, jako první používá ve zkušební sadě cylindrické čočky
- 1865 - v disertační práci o refrakci použije Holanďan Verschoor poprvé slovo "optometrie"
- 1872 - založena College of Optometry v Illinois, škola s nepřetržitou výukou optometrie, Monoyer navrhuje používat pro sílu čoček termín "dioptrie"
- 1873 - Cuignet představuje metodu retinoskopie a její principy
- 1886 - vydán anglický překlad knihy E. Landolta "Refrakce a akomodace oka a jejich odchylky" (Refraction and Accommodation of the Eye and Their Anomalies), kde používá, i přes vlažné přijetí optiků, pro vysvětlení refrakčních principů termín optometrie, Charles Prentice se zabývá prizmatickými dioptriemi při měření
- 1887 - A. E. Ficke and F. A. Mueller experimentují s foukaným sklem pro kontaktní čočky
- 1888 - vyrobena první sklerální kontaktní čočka, William Bohne vydává první knihu napsanou optometristou pro optometristy "Příručka pro oční optiky" (Handbook for Opticians)

## Licence
Procesy vzdělávání a praxe optometristů jsou v řadě zemí regulovány vládou. Jako u většiny zdravotnických oborů se vyžaduje i u optometristů značná kvalifikovanost a stálý přehled o nových trendech a postupech.
Optometrie je oficiálně uznána a vyučuje se:
- Severní Amerika - American Optometric Association, The Canadian Association of Optometrists
- Latinská Amerika a v některé Karibské země
- Většina anglicky mluvících zemí - Spojené království (Association of Optometrists), Irsko (Association of Optometrists Ireland), Austrálie (Optometrists Association Australia), Jižní Afrika (South African Optometric Association)
- Evropa - The European Council of Optometry and Optics (ECOO)
- Asie - Malajsie (Association of Malaysian Optometrists), Čína (Ophthalmology & Optometry China), Hongkong (The Hong Kong Society of Professional Optometrists), Filipíny (Integrated Philippine Association of Optometrists), Thajsko, Tchaj-wan
- Blízký východ (Saúdská Arábie, Írán, Izrael)

## Evropa
V Evropě nejsou doposud stanovena jednotná pravidla pro získání licence (registrace) optometrie. Například v Německu se problematikou optometrie zabývají zejména oftalmologové a profesionálně trénovaní a certifikovaní optici. Ve Francii není žádná regulace optometrie a optometristé jsou často školení tak, že navštěvují ordinace soukromých oftalmologů.
Po vzniku Evropské unie vznikly organizace zaštiťující evropské školy a školy s výukou optometrie (AESCO Association of European Schools and Colleges of Optometry) a organizace vystupující pod označením Evropská rada optiky a optometrie (ECOO European Council of Optometry and Optics), která se snaží nastavit obecně platná pravidla tohoto oboru. Hlavním úkolem těchto organizací je optometrii v EU sjednotit a stanovit evropskou zkoušku z optometrie (evropský diplom optometrie), uznávaný celou EU.

## Česká republika
V České republice je optometrie vedena jako nelékařský zdravotnický obor. Optometrii lze v ČR studovat na Lékařské fakultě Masarykovy univerzity, na Přírodovědecké fakultě Univerzity Palackého v Olomouci a na Fakultě biomedicínského inženýrství ČVUT v Praze. Dle platné legislativy se vždy jedná o tříleté bakalářské studium. Dále je možno navázat studiem magisterských a doktorských zdravotnických oborů na zmíněných nebo dalších fakultách a VŠ. Pro výkon profese optometristy je důležité bakalářské studium.